# مقاطعة جاكسون (كارولاينا الشمالية)

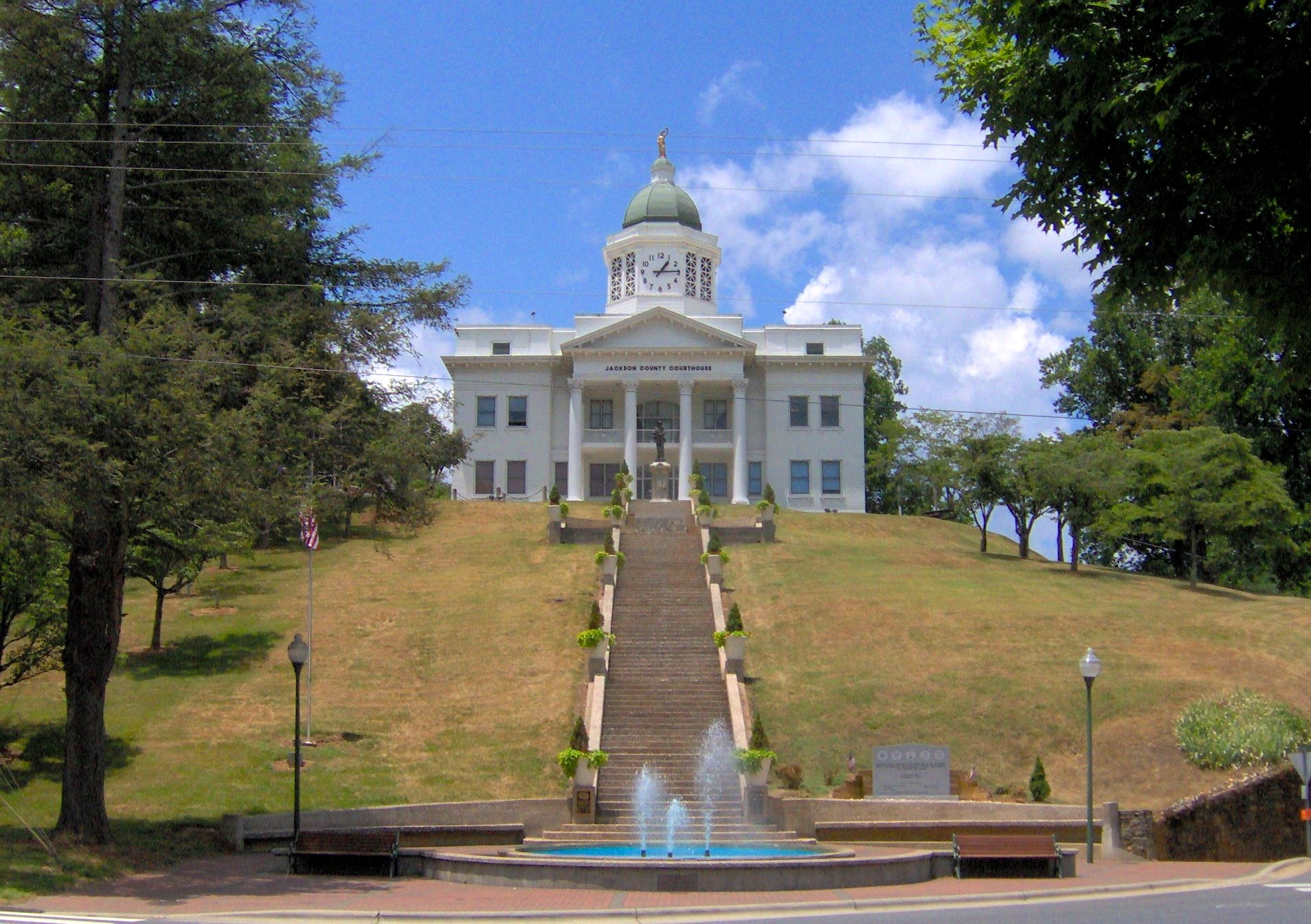
محكمة مقاطعة جاكسون

مقاطعة جاكسون (بالإنجليزية: Jackson County)‏ هي إحدى مقاطعات ولاية كارولاينا الشمالية في الولايات المتحدة الأمريكية. مركز المقاطعة أو مقعدها هي مدينة سيلفا. تأسست هذه المقاطعة سنة 1851.أصل هذه المقاطعة يأتي من: مقاطعة هايوود ومقاطعة ماكون.